# Lycée Sainte-Marie d'Abidjan
Le lycée Sainte-Marie d’Abidjan est un lycée d'excellence établi en 1962 dans la commune abidjanaise de Cocody par l'État ivoirien. L'établissement scolarise uniquement des filles.
Lycée à l’origine catholique et dirigé par la communauté apostolique Saint-François-Xavier, il appartient toujours au gouvernement de Côte d'Ivoire. Il fait partie d'un réseau d'écoles fondé par Madeleine Daniélou. Laïc, il accueille des filles de toutes religions.

## Histoire

### Fondation
La Côte d'Ivoire devient indépendante en 1960 mais manque d'établissements scolaires féminins. Le président de la République Félix Houphouët-Boigny s'associe donc avec la Française Madeleine Daniélou, fondatrice en France d'un groupe d'écoles privées pour les jeunes filles, afin de permettre aux jeunes Ivoiriennes de faire de longues études dans un cadre spirituel.
Grâce à l'entremise de Monsieur Rochereau, Odile de Vasselot de Régné — missionnée par Madeleine Daniélou — obtient pour la fondation de l'établissement un accord de financement de la part de la Communauté économique européenne (CEE), qui y met trois conditions : 1) Que ce soit demandé par le chef de l'État ivoirien lui-même, 2) Que ce lycée soit et demeure la propriété de l'État, 3) Lorsque la CEE remettra le lycée clés en main à la Côte d'Ivoire, c'est ce pays qui aura la charge de son entretien.

### Direction
En 1962 est donc inauguré le collège moderne Sainte-Marie de Cocody, transformé par la suite en lycée. La communauté apostolique Saint-François-Xavier, dont Madeleine Daniélou est la mère spirituelle, en assure la gestion. Jusqu'en 1999, ce sont les sœurs de la communauté qui assurent la direction de l'établissement, avec le titre de directrice :
- 1962-1988 : Sœur Odile de Vasselot de Régné[2],[1]
- 1988-1994 : Sœur Béatrice Joly[1]
- 1994-1999 : Sœur Marie-Josée Baduel d'Oustrac[1]

Depuis 1999, il s'agit de femmes laïcs ivoiriennes, portant celui de proviseure :
- 1999-2010 : Éléonore N'Cho[1]
- 2010-2015 : Florence Lekpeli[1]
- Depuis 2015 : Fatimata Marie Christ Allou[1]

### Site et effectifs de l'établissement
Le collège Saint-Marie ouvre ses portes en septembre 1962 à Adjamé, sur un site provisoire. À cet emplacement se trouve de nos jours le lycée Djedji Pierre Amondji. On compte alors trois classes de sixième scolarisant 95 élèves. Cinq ans plus tard, le bâtiment définitif de Cocody est terminé, où a lieu la rentrée 1967. Situé dans le quartier les ambassades, à l'angle du boulevard de France, le collège compte désormais 450 élèves reparties en quinze classes, couvrant les niveaux de la 6e à la 1re. Un internat de 400 places est par ailleurs aménagé. En septembre 1970, une classe de terminale est ajoutée et l'établissement devient officiellement un lycée (comprenant néanmoins toujours des classes de collège). Une dernière phase de construction des bâtiments prend fin en mars 1984.
De nos jours, le lycée compte 1 481 élèves, dont 350 internes. 15 000 jeunes filles y ont étudié depuis sa création.